# Tanga (Tansania)
|                       | Jan  | Feb  | Mär   | Apr   | Mai   | Jun  | Jul  | Aug  | Sep  | Okt   | Nov   | Dez  |   |         |
| Mittl. Tagesmax. (°C) | 32,3 | 32,8 | 33,0  | 31,2  | 29,9  | 29,3 | 28,7 | 28,6 | 29,2 | 30,1  | 31,2  | 31,9 | ⌀ | 30,7    |
| Mittl. Tagesmin. (°C) | 23,5 | 23,6 | 23,8  | 23,4  | 22,4  | 21,0 | 20,1 | 19,8 | 20,2 | 21,3  | 22,4  | 23,1 | ⌀ | 22      |
|                       |      |      |       |       |       |      |      |      |      |       |       |      |   |         |
| Niederschlag (mm)     | 35,0 | 27,8 | 108,1 | 243,1 | 290,9 | 86,0 | 58,9 | 69,6 | 73,2 | 115,8 | 134,1 | 86,3 | Σ | 1.328,8 |
|                       |      |      |       |       |       |      |      |      |      |       |       |      |   |         |
| Regentage (d)         | 3    | 2    | 8     | 14    | 15    | 8    | 9    | 9    | 10   | 9     | 11    | 8    | Σ | 106     |

| 23,5 |

| 23,6 |

| 23,8 |

| 23,4 |

| 22,4 |

| 21,0 |

| 20,1 |

| 19,8 |

| 20,2 |

| 21,3 |

| 22,4 |

| 23,1 |

| 23,5 |

| 23,6 |

| 23,8 |

| 23,4 |

| 22,4 |

| 21,0 |

| 20,1 |

| 19,8 |

| 20,2 |

| 21,3 |

| 22,4 |

| 23,1 |

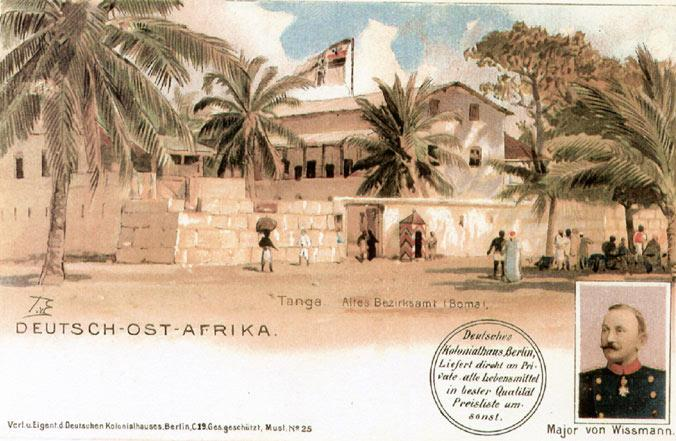
Postkarte von Tanga (1914) mit einem Porträt von Hermann von Wissmann

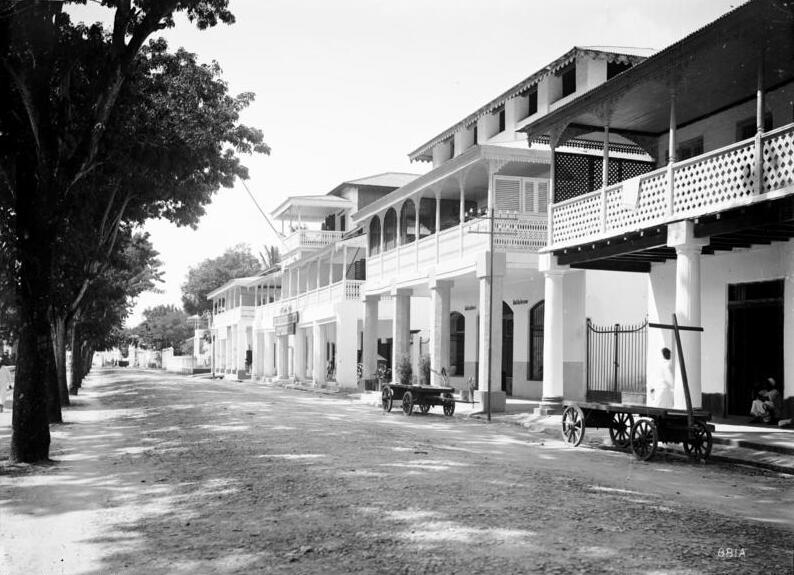
Kaiserstraße in Tanga (1906)

Tanga ist die nördlichste Hafenstadt Tansanias mit 393.429 Einwohnern (Stand Volkszählung 2022) sowie der Name der Region, die die Stadt umgibt.

## Geschichte

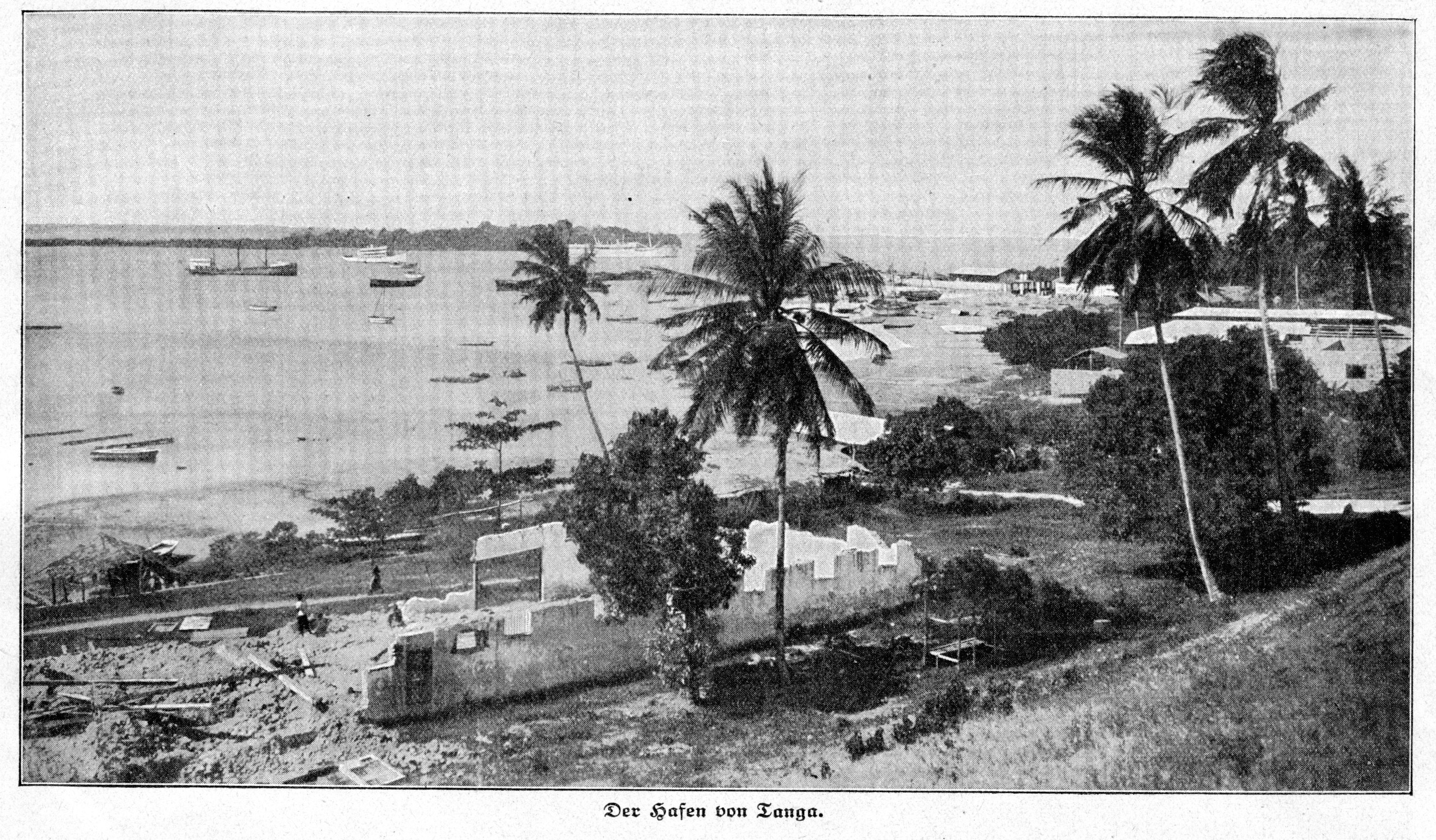
Der Hafen von Tanga um 1914. Illustrierte Geschichte des Weltkrieges 1914–15.

Der Ortsname (Swahili für Segel) leitet sich aus der Form der vor Tanga liegenden Toten Island ab, an deren Westende die alte Stadt lag. Die genaue Entstehung Tangas ist nicht nachvollziehbar, da es keine archäologischen oder schriftlichen Quellen für die Zeit vor dem 15. Jahrhundert gibt. Erste Funde (Porzellan), die auf die Existenz eines Handelsortes schließen lassen, konnten auf das 15./16. Jahrhundert datiert werden. Tanga war in jedem Falle Teil der Swahili-Küstenkultur, die durch den jahrhundertelangen Austausch zwischen arabischen Händlern und afrikanischen Fischern und Bauern entstand. Von großer Bedeutung für die Entwicklung Tangas war der Sultan von Sansibar. Als dieser 1837 die Oberhoheit über Tanga übernahm, siedelten sich verstärkt Händler und Kaufleute dort an. Tanga war – neben anderen Städten an der ostafrikanischen Küste, wie z. B. Mombasa, Bagamoyo oder Kilwa – End- bzw. Anfangspunkt einer Karawanenroute und war somit Umschlagsplatz vor allem für Elfenbein und Sklaven. Die Entwicklung beschleunigte sich etwa ab der Mitte des 19. Jahrhunderts nachdem Said ibn Sultan seine Hauptstadt endgültig von Maskat in Oman nach Sansibar verlegt hatte. Tanga wurde regiert durch einen Statthalter des Sultans. Nachdem dem Sultan nach 1862 die Herrschaft über den gesamten Küstenstreifen zwischen Vanga und Pangani zufiel, verlor Tanga als Handelszentrum zugunsten des weiter südlich gelegenen Pangani an Bedeutung.
1888 wurden zwei Beamte der Deutsch-Ostafrikanischen Gesellschaft (DOAG) nach Tanga entsandt. Im August 1888 folgte ein Bezirkschef der DOAG. Am 9. April 1891 wurde Tanga Sitz des Bezirksamtes des gleichnamigen Bezirks. Durch die städtebaulichen Maßnahmen der deutschen Kolonialmacht wurden die alten Ansiedlungen der Schwarzen, Inder und Araber weitgehend zerstört. Die Straßen wurden nach einer schachbrettartigen Geometrie angelegt, und es wurden Häuser aus Stein gebaut.
Die Stadt war 1893 der Ausgangspunkt der Usambarabahn, die heute bis Arusha führt und einen Abzweig zur Tanganjikabahn aufweist. Mit dem Hotel Kaiserhof stand hier lange Zeit das einzige Hotel Ostafrikas. 1913 bestanden in Tanga 4 Gasthöfe.
Am 1. April 1914 wurde Tanga das Stadtrecht verliehen. Noch zur deutschen Kolonialzeit wurde daher ein Stadtwappen entworfen, das ein Dreieckssegel einer Dau sowie eine Mauerkrone zeigt. Es war eines der wenigen kommunalen Symbole in den deutschen Kolonien. Aufgrund des Kriegsausbruchs im August 1914 war es nicht mehr in Gebrauch. Das Emblem der Dau ist jedoch auch heute noch anzutreffen.
Vom 3. bis 5. November 1914 schlug hier in der Schlacht bei Tanga die deutsche Schutztruppe für Deutsch-Ostafrika unter Paul von Lettow-Vorbeck den Landungsversuch einer weit überlegenen britisch-indischen Streitmacht unter dem Kommando Arthur Aitkens zurück.
Seit 1963 ist Eckernförde Patenstadt Tangas. Eine Straße in Tanga trägt den Namen Eckernförde Avenue, eine private Universität den Namen Eckernforde Tanga University Institute of Health Sciences.
Das örtliche URITHI-Museum zur Stadtgeschichte Tangas wurde mit Finanzmitteln der deutschen Bundesregierung bei der Restaurierung des Gebäudes und der Sammlung von Exponaten unterstützt.

### Einwohnerentwicklung
Die folgende Übersicht zeigt die Einwohnerzahlen nach dem jeweiligen Gebietsstand seit der Volkszählung 1978.
| Jahr          | Einwohnerzahl |
| ------------- | ------------- |
| 1978 (Zensus) | 103.399       |
| 1988 (Zensus) | 137.364       |
| 2002 (Zensus) | 172.557       |
| 2012 (Zensus) | 221.127       |
| 2022 (Zensus) | 393.429       |

## Wirtschaft und Infrastruktur

### Hafen
Der kleine Hafen liegt in einer geschützten Bucht, der Kai hat eine Länge von 381 Metern. Wegen der geringen Wassertiefe ankern die Schiffe an der inneren Ankerbucht Tanga Bay und die Ent- und Beladung erfolgt durch Lastkähne. Im Zeitraum 2014 bis 2020 wurden jährlich rund 100 Schiffe abgefertigt. Der Warenumschlag lag dabei zwischen 372.000 und 646.000 Tonnen.

## Fernbus
Tanga ist an das öffentliche Fernbusnetz angeschlossen, zahlreiche Busse verkehren unter anderem nach Daressalam, Moshi und Arusha.

## Eisenbahn
Tanga liegt an der Usambarabahn, auch Tanga Line genannt (Tanga - Moshi - Arusha), es findet mit Stand 2024 jedoch kein regelmäßiger Personenfernverkehr statt.

### Flughafen
Der Flughafen Tanga ist ein nationaler Flughafen mit jährlich rund 25.000 Passagieren (2016 bis 2019).

## Islam in Tanga
In Tanga und Umgebung gibt es etwa 40 Moscheen, von denen die meisten sunnitisch ausgerichtet sind. In zehn von diesen Moscheen wird ein Freitagsgebet abgehalten. Die größte Moschee ist die Haidar-Moschee, die 1949 auf einem Grundstück, das der jemenitische Scherif Haidar stiftete, errichtet wurde. Die Kosten für den Bau, der 1950 abgeschlossen wurde, betrugen 150.000 Tansania-Schilling. Die Hälfte dieses Betrags wurde von dem Agha Khan gespendet, 10.000 Schilling kamen von dem Grundeigentümer Karimjee, einem Mitglieder Gemeinde der Bohras.
In Tanga gibt es außerdem drei Madrasa-Schulen: TAMTA (Tanganyika African Muslim Teachers’ Association), Zahrau und Maawa. Die größte davon ist TAMTA, die 1957 gegründet wurde und über Jahrzehnte unter der Leitung von Scheich Muhammad Ayoub stand. Sie bildet das Zentrum eines ganzen Netzwerks von Schulen und Moscheen in Tanga und Umgebung, verfügt über 25 Lehrer und hat etwa 700 Schüler. Die Zahrau-Madrasa, die 1966 von Scheich Sulaiman Mbwana in dem Stadtteil Msambweni eröffnet wurde, hat 500 Schüler und 20 Niederlassungen in und um Tanga mit jeweils einem Lehrer, der von der zentralen Madrasa eingesetzt wird. Die Mitte der 1970er Jahre gegründete Maawa ist mit 300 Schülern die kleinste Madrasa. Zwischen den drei Madrasas besteht starke Rivalität, die durch unterschiedlichen Clan- und Stammeszugehörigkeiten verschärft wird.

## Partnerstädte
- Eckernförde, Deutschland (seit 1963)
- Kemi, Finnland (seit 2007)
- Tifariti, Westsahara
- Toledo, Ohio, USA (seit 2001)
- Weihai, China